# Гай Папирий Карбон Арвина
Гай Папи́рий Карбо́н Арви́на (лат. Gaius Papirius Carbō Arvīna; убит в 82 году до н. э., Рим, Римская республика) — римский политический деятель, народный трибун в 90 году до н. э., претор в 85 или 84 году. Во время гражданской войны стал одной из последних жертв марианского террора.

## Происхождение
Гай Папирий принадлежал к плебейскому роду Папириев. Первый известный истории носитель когномена «Карбон» (Carbo) достиг претуры в 168 году до н. э. и стал отцом двух сыновей: Гая (первого в истории рода консула, занимавшего эту должность в 120 году до н. э.) и Гнея, консула 113 года. Карбон Арвина был сыном Гая. Один из его двоюродных братьев Гней стал трёхкратным консулом (85, 84, 82 годы до н. э.); другой, Гай, поднялся в своей карьере только до претуры. Чтобы различать двух Гаев, Марк Туллий Цицерон в своих трактатах указывает отца персонажа («Гай Карбон, сын Гая»; «Гай Карбон, сын красноречивого Карбона»), Валерий Максим в «Достопамятных деяниях и изречениях» называет индивидуальное прозвище — Арвина (от лат. arvīna — «жир, сало, тук»).
Все представители этого семейства, начиная со времён Гракхов, принадлежали к народной «партии». Карбон Арвина, по словам Цицерона, стал единственным исключением из этого правила.

## Биография
Отец Гая Папирия в 119 году до н. э. был вынужден покончить с собой из-за судебного обвинения, выдвинутого Луцием Лицинием Крассом. Гай-младший был тогда ещё ребёнком, и Красс стал его злейшим врагом на всю оставшуюся жизнь. С юных лет Карбон Арвина внимательно следил за каждым шагом Луция Лициния и ждал малейшей ошибки для того, чтобы нанести ответный удар. В частности, в 94 году до н. э., когда Красс отправился в Галлию (возможно, Цизальпийскую) с полномочиями проконсула, Гай Папирий последовал за ним. Наместник, по словам Валерия Максима, «не только его не изгнал, но пошёл навстречу: дал ему место на трибунале и уведомил всех, что никакое решение не будет иметь силы без согласия Карбона». Карбон так и не нашёл компрометирующий материал. Об официальных полномочиях Гая Папирия в Галлии ничего точно не известно: Ф. Мюнцер обращает внимание на то, что в 94 году до н. э. Арвина мог находиться в квесторском возрасте, Р. Броутон и Г. Самнер предполагают, что он был легатом.
В 91 году до н. э., когда Марк Ливий Друз выдвинул программу преобразований и получил поддержку Красса, Гай Папирий, соответственно, стал одним из врагов реформ. Цицерон цитирует одно из его выступлений, направленных против Друза:

О Марк Друз — это к отцу я обращаюсь! — ты всегда говорил, что республика священна, и кто бы на нее ни посягнул, он должен быть покаран всеми. Мудрое слово отца подтверждено безрассудностью сына.
— Цицерон. Оратор, 213—214.
Осенью того же года Красс внезапно умер от болезни, а Друз был убит. Это дало основания для появления каламбура, обыгрывавшего значения двух когноменов: «Postquam Crassus carbo factus, Carbo crassus factus est». Гай Папирий был выбран народным трибуном на 90 год до н. э. и в тяжёлых условиях начавшейся в это время войны с союзниками, по словам Цицерона, «дневал и ночевал на трибуне», выступая перед народом практически ежедневно. Совместно с одним из коллег, Марком Плавтием Сильваном, он провёл закон (Lex Plautia Papiria) о предоставлении римского гражданства тем италикам, которые сложат оружие в течение 60 дней. Этот закон оказал существенное влияние на ход войны. Но новых граждан предполагалось включать не в 35 старых триб, а в 8 новых, так что значение их голов в контексте любых выборов оказывалось минимальным; это стало одной из важных причин для начавшихся вскоре гражданских войн. Поскольку одним из народных трибунов 89 года до н. э. тоже был кто-то из Папириев Карбонов, в историографии ведётся дискуссия о том, был ли одним из авторов закона действительно Карбон Арвина.
Известно, что в эпоху гражданских войн Гай Папирий совсем редко выступал в народном собрании. На момент смерти он был преторием, но дата претуры неизвестна; это мог быть 85 или 84 год до н. э., когда его двоюродный брат, один из руководителей марианской партии Гней Папирий Карбон, был консулом в первый или во второй раз.
В 82 году до н. э., в самом конце войны между марианцами и Луцием Корнелием Суллой, Гай Папирий стал жертвой марианского террора. Гай Марий Младший, осаждённый в Пренесте и осознавший безвыходность своего положения, сумел передать находившемуся в Риме претору Луцию Юнию Бруту Дамасиппу приказ убить ряд сенаторов. Эпитоматор Ливия пишет о «почти всей знати», но другие источники называют только четыре имени: Публий Антистий, Луций Домиций Агенобарб, Квинт Муций Сцевола Понтифик и Гай Папирий Карбон Арвина. Учитывая, что Сцевола был родственником жены одного из консулов-марианцев, а Карбон — двоюродным братом другого, Э. Бэдиан сделал предположение, что эти четверо «едва ли оказались просто жертвами произвола»: возможно, они всё же хотели перейти на сторону Суллы, но их замысел был раскрыт. Есть гипотеза, что Дамасипп действовал самовольно, а рассказ о распоряжении Мария, переданном из осаждённого города, — возникшая позже легенда.
Дамасипп пригласил своих жертв в курию, якобы на совещание, и, по словам Орозия, «убил их там самым жестоким образом». Тела убитых сволокли баграми в Тибр. Согласно Валерию Максиму, отрубленные головы были смешаны с головами принесённых в жертву животных, а тело Карбона Арвины пригвоздили к кресту и носили по городу.

## Карбон Арвина как оратор
Цицерон в своём трактате «Брут» упоминает Гая Папирия в числе ораторов, принадлежавших к одному поколению с Публием Сульпицием, Гаем Скрибонием Курионом и Гаем Аврелием Коттой. По мнению автора «Брута», Карбон Арвина «был оратором не слишком тонким, но все же оратором: в словах его была внушительность, говорил он легко, речь его отличалась природным достоинством». При этом Квинт Варий превосходил его «проницательностью в нахождении доводов».

## Семья
В следующем поколении рода Папириев был Гай Папирий Карбон, народный трибун около 67 года до н. э. и претор в 62 году. Его матерью была Рубрия, а отцом — один из Гаев Папириев: либо Арвина, либо его двоюродный брат.